# 沃京雀麦
沃京雀麦（学名：Bromus wolgensis）为禾本科雀麦属下的一个种。

## 扩展阅读
- 維基物種上的相關：沃京雀麦